# Фаулертон (Індіана)
Фаулертон (англ. Fowlerton) — місто (англ. town) в США, в окрузі Грант штату Індіана. Населення — 268 осіб (2020).

## Географія
Фаулертон розташований за координатами 40°24′35″ пн. ш. 85°34′22″ зх. д. / 40.40972° пн. ш. 85.57278° зх. д. (40.409608, -85.572755).  За даними Бюро перепису населення США в 2010 році місто мало площу 0,51 км², уся площа — суходіл.

## Демографія
Згідно з переписом 2010 року, у місті мешкала 261 особа в 100 домогосподарствах у складі 80 родин. Густота населення становила 515 осіб/км².  Було 113 помешкання (223/км²).
Расовий склад населення:
| - 98,9 % — білих |

До двох чи більше рас належало 1,1 %. Частка іспаномовних становила 0,4 % від усіх жителів.
За віковим діапазоном населення розподілялося таким чином: 25,7 % — особи молодші 18 років, 56,7 % — особи у віці 18—64 років, 17,6 % — особи у віці 65 років та старші. Медіана віку мешканця становила 43,9 року. На 100 осіб жіночої статі у місті припадало 103,9 чоловіків;  на 100 жінок у віці від 18 років та старших — 90,2 чоловіків також старших 18 років.
Середній дохід на одне домашнє господарство  становив 47 660 доларів США (медіана — 34 375), а середній дохід на одну сім'ю — 49 353 долари (медіана — 36 250). Медіана доходів становила 35 625 доларів для чоловіків та 29 583 долари для жінок. За межею бідності перебувало 15,2 % осіб, у тому числі 27,4 % дітей у віці до 18 років та 0,0 % осіб у віці 65 років та старших.
Цивільне працевлаштоване населення становило 114 особи. Основні галузі зайнятості: виробництво — 26,3 %, освіта, охорона здоров'я та соціальна допомога — 21,9 %, транспорт — 14,0 %, роздрібна торгівля — 14,0 %.